# Крста Милетић
Крста (Филипа) Милетић (Статовац, 28. 1. 1887 — Лесковац, ?) био је српски јунак и ревизор финансијске контроле. Носилац је Карађорђеве звезде са мачевима.

## Биографија
Рођен је 28. 1. 1887. године у Статовцу од оца Филипа и мајке Стане. Као крупан и веома развијен човек служио је у тешкој артиљерији, као нишанхија на далекометном топу. Орденом КЗм одликован је за подвиг 1914. године, када је у одбрани Београда са својим топом водио двобој са аустријским оклопним мониторима који су са Дунава бомбадовали Београд. Успео је да прецизним поготком тешко оштети аустријски монитор тако да је бомбардовање Београда било прекинуто. На Солунском фронту био је тешко рањен, док је са својом хаубицом гранатирао бугарске положаје.
После ратова живео је у Лесковцу као ревизор финаснијске контроле. Са супругом Анком имао је сина Миливоја и кћери Даницу и Милицу.